# Kukula
Erson Stiven Dias Costa, meglio noto come Kukula (Santo Antão, 22 gennaio 1993), è un calciatore capoverdiano, attaccante svincolato.

## Caratteristiche tecniche
È un'ala sinistra.

## Carriera
Cresciuto nel settore giovanile del Marítimo, ha esordito in prima squadra il 9 gennaio 2013 disputando il match di Taça da Liga perso 1-0 contro il Rio Ave.